# Xã Gaskill, Quận Jefferson, Pennsylvania
Xã Gaskill (tiếng Anh: Gaskill Township) là một xã thuộc quận Jefferson, tiểu bang Pennsylvania, Hoa Kỳ. Năm 2010, dân số của xã này là 708 người.